# Thermarces
Thermarces és un gènere de peixos de la família dels Zoarcidae en l'ordre dels Perciformes.

## Taxonomia
- Thermarces andersoni Rosenblatt & Cohen, 1986
- Thermarces cerberus Rosenblatt & Cohen, 1986
- Thermarces pelophilum Geistdoerfer, 1999